# Channel Express

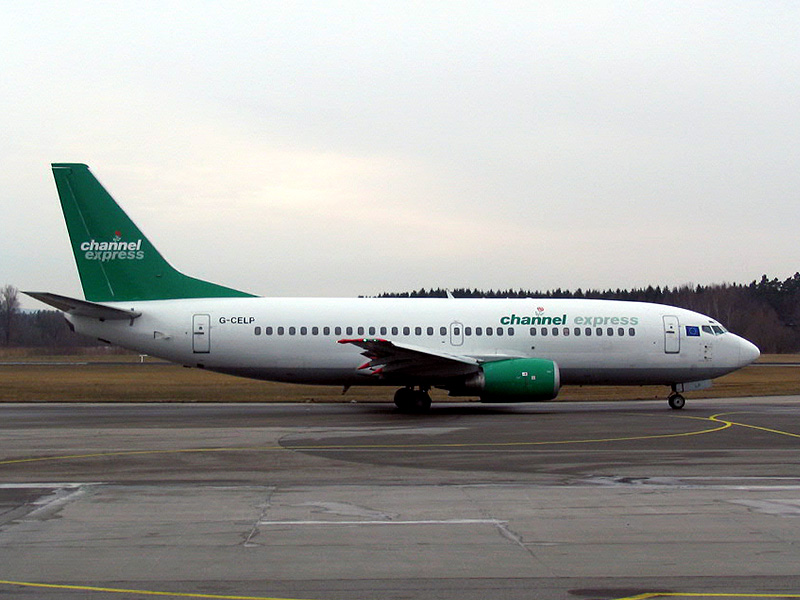
Boeing 737 de Channel Express en 2006.

Channel Express était une compagnie aérienne britannique. Crée en 1978, elle était basée à l'aéroport de Bournemouth, et assurait des liaisons régulières de cet aéroport vers les Îles Anglo-Normandes, ainsi que des vols cargo nocturnes vers des destination à travers l'Europe. 
En 2006, ses activités ont été intégrées à la compagnie Jet 2, qui faisait partie du même groupe.